# Tanay Frigyes
Tanay Frigyes (Budapest, 1875. augusztus 18. – Budapest, 1925. április 14.) magyar színész, Halmi Margit férje.

## Életútja
Tanay Miklós járásbírósági hivatalnok és Habián Mária fia. Előbb nyomdai szedő volt, majd beiratkozott Rákosi Szidi színésziskolájába. 1896-ban Szabadkán lépett fel először, 1897 májusától Debrecenben játszott és itt kötött házasságot Halmi Margit színésznővel. Öt évi vidéki színészkedés után szerződtette a Vígszínház, ahol első fellépése 1902. február 12-én volt, a Gyurkovics lányok című vígjáték Gida szerepében. Eleinte fiatal szerelmes-szerepeket játszott, és csak később tért át a jellemkomikumú karakterszerepekre. Különösen félszeg alakokat, együgyű bohózatbeli figurákat játszott meglepő közvetlenséggel. Természetes, egyszerű eszközökkel felépített alakításai, vígjátéki figuráinak nevetséges beállítása mellett is megkapóan vonzó egyéni bája a legkedveltebb színészek sorába emelte. Emellett drámai alakításaiban is nagystílű tudott lenni. Az a színész volt Tanay, aki a szívével játszott. Minden alakítása a közvetlen érzések spontán megnyilatkozása és a lelki átélések harmonikus zenéje volt.
Az első világháborúban önként jelentkezett katonának és mint főhadnagy tért vissza a hivatásához. Gégebaja miatt a háború utáni években többször betegeskedett. Utoljára Vajda Ernő Délibábjában lépett fel 1924-ben. Halálával a magyar színművészet egyik legeredetibb tehetségét veszítette el. Mint dalköltő is nagy népszerűségre tett szert dalaival; mestere volt a hegedűnek és sok nótája került a nép szájára. A temetésén Jób Dániel, Hegedűs Gyula, Géczy István és Gellért Lajos búcsúztatták. 1927. október 1-jén Incze Sándor szerkesztő az emlékére sírkövet állíttatott.

## Fontosabb színházi szerepei
- Gida (Herczeg Ferenc: A Gyurkovics lányok)
- Károly Henrik herceg (Meyer-Förster: Diákélet)
- Miklós (Molnár Ferenc: Farsang)
- Trill báró (Herczeg Ferenc: Kék róka)
- Albert (Molnár Ferenc: A hattyú)
- Kuligin (Csehov: Három nővér)
- A férj (Vajda Emil: Délibáb)

## Filmszerepei
- Újjászületés (1920)
- Egy az eggyel (1920)
- Víg özvegy (1912)